# 付寿军
付寿军，男，汉族，中共党员，1975年九月出生于四川省江油市。现任江油市市委政法委副书记、法学会副会长，曾任江油市西坪乡党委副书记、纪委书记等职务。在2025年江油未成年人欺凌风波中因其做法引发社会关注。

## 已公示的履职经历
（以下地点均于四川省江油市内）
二零一五年八月：任命西坪镇党委副书记、镇长
二零一六年五月：免去西坪镇党委副书记、镇长，后续任华坪办事处党委书记
二零一九年八月至二零一六年一月之间：免去华坪办事处党委书记，后续任厚坝镇党委书记
二零二一年六月：被任命江油市市委政法委副书记

## 争议问题
二零二五年八月四日上午，江油市未成年人欺凌风波中的受害者父母，由于认为警方判罚不公，于是向付寿军下跪，请求主持公道。在此期间，受害者母亲一度悲痛欲绝，最总昏倒。但付寿军手持扬声器，不安抚受害者家属，反而催促围观群众离开，引起在场群众不满。
四日中午，江油市开放政府会议室，付寿军疏导群众进入会议室开展发布会。会议期间，群众群情激愤，数民群众上台对其进行询问。由于群众情绪激烈，另一名官员被群众团团围住，险些遭到群殴，在工作人员保护下才得以离场。